# 來定
來定（?—?），南阳郡新野（今河南省新野县）人，东汉第五代征羌侯。
來定是来歙的玄孙，来褒的曾孙，來稜的孙子，来历的儿子。來定娶清河王刘庆的女儿、汉安帝的妹妹平氏长公主刘直得。汉顺帝阳嘉二年（133年），来历任职大鸿胪期间去世。来定继承征羌侯的爵位。汉顺帝时，来定官至虎贲中郎将。
來定去世后，儿子來虎继承征羌侯的爵位，汉桓帝时，來虎官至屯骑校尉。來虎的弟弟来艳，為汉灵帝朝的司空。
建寧二年（169年）以前已國除為縣。
| 東漢征羌侯國（35年－？）      |      |            |      |          |           |
| 傳位                          | 世   | 稱號及諡號 | 姓名 | 在位年數 | 在位時間  |
| －                            | 追封 | 征羌節侯   | 来歙 | －       | －        |
| 第1任                         | 始封 | 征羌侯     | 來褒 | ？       | 35年－？  |
| －                            | 二世 | 征羌侯世子 | 來稜 | －       | －        |
| 第2任                         | 三世 | 征羌侯     | 來歷 | ？       | ？－133年 |
| 第3任                         | 四世 | 征羌侯     | 來定 | ？       | ？        |
| 第4任                         | 五世 | 征羌侯     | 來虎 | ？       | ？        |
| 桓、靈之世（169年以前），國除 |      |            |      |          |           |